# The Tanks Are Coming
The Tanks Are Coming ist ein US-amerikanischer Kurzfilm aus dem Jahr 1941.

## Handlung
Im Frühling 1941 ordnet Präsident Roosevelt erhöhte militärische Bereitschaft an. Der New Yorker Taxifahrer Malovski fährt mit seinem Taxi nach Fort Knox, Kentucky, um sich in die Armee einzuschreiben. Er kommt zu einer Panzerdivision, bei der er lernt, den Panzer zu fahren, die Waffen abzufeuern und den Panzer zu reparieren. Mitte Juni sollen die ersten Manöver abgehalten werden. Ein Sergeant, früher Verkehrspolizist, mahnt Malovski ab, weil der sein Taxi am Stützpunkt stehen hat. Der Colonel will, dass Malovski sein Taxi wegschafft. Malovski versteckt sein Taxi in einer alten Hütte. Dann beginnt das Manöver, das der Erzähler des Films mit Informationen über die wachsende Militärstärke der USA versieht.

## Auszeichnungen
1942 wurde der Film in der Kategorie Bester Kurzfilm (2 Filmrollen) für den Oscar nominiert.

## Hintergrund
Die Uraufführung der Produktion von Warner Bros. fand am 4. Oktober 1941 statt.
Gedreht wurde im Stützpunkt der US Army in Fort Knox, Kentucky. Der Film, der noch vor dem Kriegseintritt der USA produziert wurde, wurde in enger Zusammenarbeit mit der US Army in Technicolor hergestellt.
Der Panzer, auf dem Malovski lernt, war ein M2 Light Tank.
Der Sprecher des Films war Knox Manning.